# 男人百分百
《男人百分百》（英語：What Women Want）是一部在2000年上映的美国浪漫喜劇片，由南茜·迈耶斯执导，梅爾·吉勃遜和海倫·杭特主演。
该片成本为7千万，上映後獲得的票房成绩非常理想，北美本土收获1.82亿，全球为3.74亿美金。

## 劇情
尼克是芝加哥一間廣告公司的經理，他和老婆離婚之後就一直和女兒亞歷克斯住在一起。尼克是一個典型的大男人主義者，充滿冒險性格的他，在商場上是個猛將，但這也成為造成他和亞歷克斯聚少離多的原因。尼克努力工作，希望有朝一日能當上創意部門的總監，但是卻突然殺出一個程咬金，讓他的美夢破碎。原來廣告公司發現現在的市場上，女人才是消費主力，而他們想要找一個了解女人需要的人，於是他們從其他公司挖了一個女主管達西過來。達西和尼克的個性完全是大相逕庭，一個是現代新女性，一個是既守舊又不夠尊重女性也不瞭解女性。達西雖然經常和尼克鬥嘴，但是在她心中，卻覺得尼克有另一種魅力。
達西一到任就給大家一個下馬威，把創意部門的所有員工都找來，她給每個人一盒女性用品，要他們回家想想看怎樣推銷這些東西。面對擺在眼前的女性用品，完全不瞭解女性同胞需要的尼克只能看著它們發愁，不過敬業的尼克還是咬著牙去試用這些東西。就在尼克試用吹風機的時候，不慎發生了意外，他在觸電之後就昏倒了。沒想到這次意外卻讓尼克獲得了一個神奇的本領——女性讀心術，他發現自己能聽見女人心裡的聲音。一開始他非常痛苦，但後來發現能聽到女人的想法，除了讓他的工作如魚得水之外，還大幅地改善了他和其他女同事之間的人際關係，連亞歷克斯也一改先前對他的不屑態度。就這樣，尼克從原本不受女性歡迎的狀況，轉變為大受歡迎的新好男人。
在和達西深入合作之後，尼克發現她真的是很有創意和想法的一個廣告工作者，不過尼克總是把達西心裡想到的好點子搶先講出來，因此他在事業上獲得了空前的成功，而他也發覺自己愛上了達西。就在此時，公司因為尼克傑出色的表現，決定要將達西解雇。尼克知道這件事之後大驚失色，因為這不是現在的他想要的結局，於是他親自去找達西解釋自己的卑劣行為，最後兩人終於和解。而亞歷克斯在歷經和前男友分手之後發現尼克是真正關心自己的人，因此她終於敞開心胸接納尼克。

## 演员
- 梅爾·吉勃遜（Mel Gibson）....  尼克·马歇尔（Nick Marshall）
- 海倫·杭特（Helen Hunt）.... 达西·麦奎尔（Darcy McGuire）
- 艾伦·艾尔达 Alan Alda .... Dan Wanamaker
- 劳恩·霍利 Lauren Holly .... Gigi
- 贝特·迈德尔 Bette Midler .... Dr. J.M. Perkins (uncredited)
- 玛丽莎·托梅 Marisa Tomei .... Lola
- Cristine Rose .... Sloane/Curtis Attorney
- 达尔特·布克 Delta Burke.... Eve
- 沙拉·鲍尔森 Sarah Paulson .... Annie
- Kate Asner .... Woman at Lunch Counter
- 艾瑞克·巴爾福 Eric Balfour .... 卡梅隆（Cameron）
- 艾希莉·強森 Ashley Suzanne Johnson飾演男主角的女兒Alex Marshall

## 中国重拍版
《我知女人心》由陈大明执导，刘德华和巩俐主演，中国于2011年2月3日上映。

## 奖项
- 梅爾·吉勃遜获得金球奖喜剧类最佳男主角提名。